# Unser Lieben Frauen (Lauben)

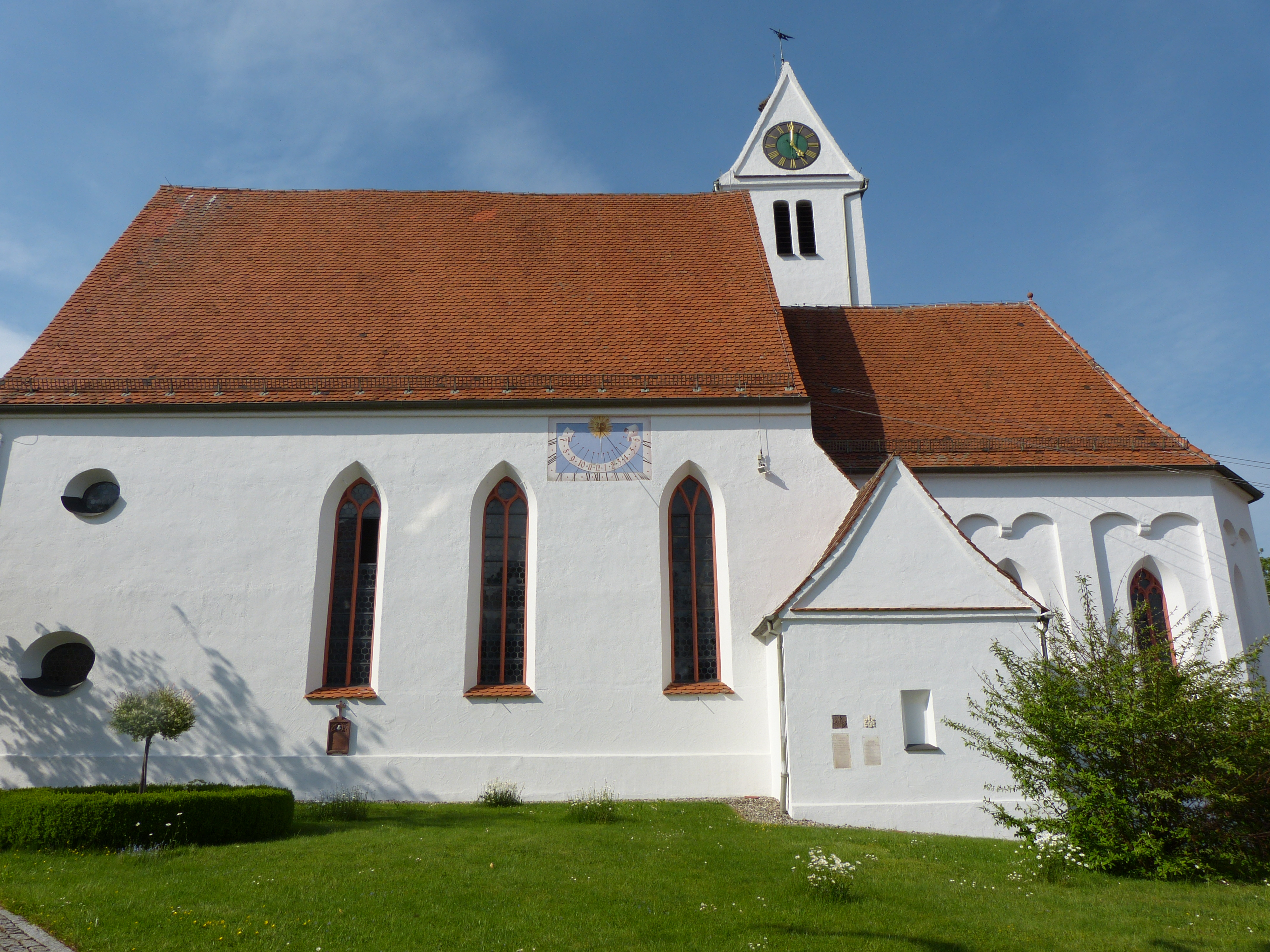
Die Kirche Unser Lieben Frau

Die evangelisch-lutherische Kirche Unser Lieben Frauen befindet sich im oberschwäbischen Lauben bei Memmingen im Landkreis Unterallgäu in Bayern. Die Kirche steht unter Denkmalschutz.

## Lage
Die Kirche steht zentral im Ort an der Kreisstraße MN13 südlich des Rathauses. Nach Osten und Norden fällt das Gelände steil zur Günz hin ab. Der Abhang wird durch eine Ziegelmauer abgesichert.

## Geschichte

### Gemeinde
Von dem bereits 1167 genannten Kirchenbau ist noch das unterste Turmgeschoss erhalten. Die damaligen Ortsbesitzer, die Ritter von Lauben ließen das Gotteshaus als Eigenkirche errichten. Ein „Uolricus de Loubon“ wurde zuletzt 1258 in einer Urkunde der Frauenkirche zu Memmingen genannt. Später ging der Ort zusammen mit der Kirche an Heinrich von Schönegg von Lauben, der das Dorf nach einer mit 1349 datierten Urkunde innehatte. Spätestens 1364 kam die Kirche mit dem Dorf an die Ritter von Reyberg von Achstetten. Der Memminger Bürger Klaus Tagbrecht erwarb das Dorf um 1500 Pfund Heller kurze Zeit später, am 24. November 1383. Dazu gehörten auch der Kirchensatz und das Vogtrecht an der Kirche. Das Vogtrecht wurde jährlich mit zwölf Malter Korn vergütet. Zur Pfarrei gehörten weiterhin ein Pfarrgut, acht Tagwerk Wiesen und ein Gut in Rummeltshausen. Am 24. August 1399 gründete Klaus Tagbrecht die Dreikönigskapellenstiftung in der Kalchstraße in Memmingen. Das Dorf Lauben wurde als wichtigste wirtschaftliche Grundlage der von der Reichsstadt Memmingen geführten Stiftung zugeführt. Ein Priester, „Hainrich (Graf) von Lobun“, wurde erstmals 1353 genannt. Dieser geriet 40 Jahre später in Streit mit dem Inhaber der Kirche, Klaus Tagbrecht, über Zinsen aus verliehenen Liegenschaften. Der zwischen 1401 und 1405 verstorbene Priester wurde letztmals am 28. April 1401 als Bürge in einer Urkunde erwähnt. Während seiner über 50-jährigen Amtszeit als Priester von Lauben war er auch Kapitelskämmerer des Kapitels Ottobeuren. Ein am 17. Juli 1405 vom Bischof in Augsburg genehmigter Antrag der Stiftungspfleger Inkorporation der Pfarrei Lauben wurde kurze Zeit später umgesetzt. In der Folge musste die Stiftung lediglich einen Vikar anstellen, der angemessen zu entlohnen war. Bereits 1531 wurde die evangelische Lehre durch die Reichsstadt in Lauben eingeführt. Der letzte katholische Pfarrer Hans Blaicher wurde zum Michaelistag entlassen. Sämtliche Rechte aus seinem Priesteramt ließ er sich für zwölf Malter Korn ablösen. Zusätzlich erhielt er eine nicht näher genannte Geldsumme sowie Heu.
Als ersten evangelischer Pfarrer setzte die Stadt am 9. November 1531 Martin Ülin in Lauben ein. Er sollte nicht auf den Kleinzehnt drängen. Den Bauern von Lauben wurde befohlen, dem Pfarrer bei einem kriegerischen Notfall zu Hilfe zu eilen. Bereits im Mai 1532 legte sich Ülin mit der Reichsstadt an, indem er darauf drängte, auch den von den Bauern verachteten Kleinzehnt einzutreiben. Dieses Ansinnen wurde jedoch von der Reichsstadt abgewiesen. Erst 1534 erreichte es Ülin, dass der vorher in Naturalien abzuliefernde Kleinzehnt in einen festen Geldbetrag umgewandelt wurde. Davon sollten ihm selbst 15 Gulden bleiben. Im September des Jahres 1535 wurde Martin Ülin vom Rat der Stadt Memmingen fristlos entlassen, da er mit Korn gehandelt hatte, was einem Pfarrer nicht zustand. Auch ein Einspruch des Oberpfarrers von St. Martin zu Memmingen blieb erfolglos. In der Zeit von 1635 bis 1649 war die Pfarrstelle in Lauben aufgrund des Dreißigjährigen Krieges unbesetzt. Das geistliche Leben wurde in dieser Zeit von Magister Joseph Reusch von Memmingen aus betreut. Die Hoheit über das geistliche Leben hatte die Stadt Memmingen bis zur Mediatisierung inne. Seither ist die kirchliche Gemeinde eigenständig und gehört dem Evangelisch-Lutherischen Dekanat Memmingen an. Der Friedhof um die Kirche wurde 1973 aufgelassen.

### Baugeschichte
Die erste Kirche wurde 1167 erwähnt. Die beiden unteren Geschosse des aus Tuffstein erbauten Turmes und die erhaltene Nordmauer des Langhauses deuten auf eine gute Steinmetzarbeit hin. Die Kirche hatte eine lombardische Wandgliederung. Um 1460/1470 entschloss man sich zu einem Neubau, da die Kirche zu klein geworden war. So entstand die gotische Südfassade aus Nagelfluh und der Chor mit seinem eindrucksvollen spätgotischen Gewölbe. Die nächste Vergrößerung war 1522 eine Verlängerung um etwa vier Meter nach Westen. Die heutige Westfassade aus der Spätphase der Gotik zeigt über einem gotischen Spitzbogenfenster im Giebeldreieck Schmuckformen, die als retrospektive Architektur gedeutet werden können, aber auch sonst in der Spätgotik vorkommen. Bei dieser Baumaßnahme wurde vermutlich auf der Südseite des Langhauses ein Eingang mit einem Vorzeichen angebaut.
Mit der Einführung der Reformation 1531 wurden sämtliche Altäre durch einen geregelten Bildersturm entfernt. Die Kanzel an der südlichen Ecke des Chorbogens wurde 1615 eingebaut. Der Zugang erfolgte durch einen Mauerdurchbruch in die Sakristei an der Nordseite. Eine erste Restaurierung fand 1617 statt, bei der der Turm auch eine Uhr erhielt. Anfang des 18. Jahrhunderts wurden zwei Fenster in die Nordmauer des Langhauses eingelassen, die den romanischen Rundbogenfries durchschneiden. Eine Orgelempore wurde 1756 eingebaut und mit zwei querovalen beiderseitigen Fenstern belichtet. Im selben Jahr wurde der Eingang der Kirche mit einem Vorzeichen an die Westseite verlegt. Das Vorzeichen im Süden wurde abgebrochen. Eine letzte Renovierung fand von 1955 bis 1956 statt, die Fundamente wurden im Jahr 2000 trockengelegt.

## Baubeschreibung

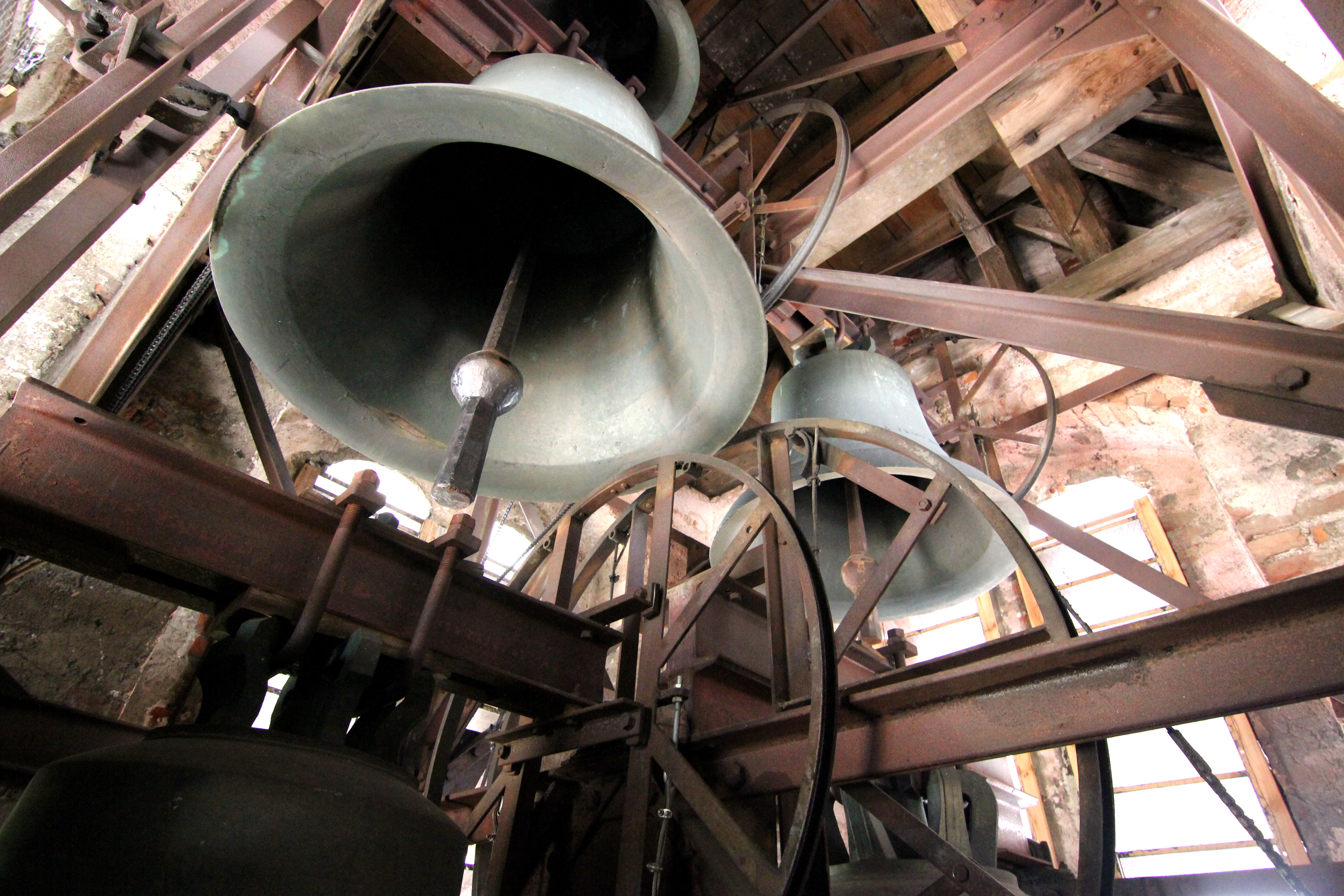
Glockenstuhl im Kirchturm

Das Kirchengebäude besteht aus einem Langhaus mit vier Fensterachsen und Flachdecke. Daran schließt sich mit einem runden Chorbogen der aus drei Achsen bestehende eingezogene Chor mit 3/8-Schluss an. Im Chor ruht ein Netzrippengewölbe auf Wappenkonsolen. Der östliche Teil des Langhauses und die unteren Turmgeschosse sind aus Tuffstein, die übrigen Baubestandteile sind mit Ziegelsteinen errichtet. In der Südseite des Langhauses sind zwei Maßwerkfenster, in der westlichen Achse auf beiden Seiten jeweils zwei querovale Fenster eingesetzt. Die Fenster des Chores wurden 1886 erneuert. Die Nordwand enthält Fenster mit abgesetzten Rundbögen, die an der Außenfassade einen Rundbogenfries überschneiden. Die Westfassade besitzt ein spitzbogiges Fenster. Die Außenfassade des Chores ist durch Lisenen gegliedert, unterhalb der Traufe verläuft ein Stichbogenfries. An der Südseite ist die Sakristei mit ungefähr quadratischem Grundriss angebaut. Sie hat ein Satteldach und innen ein Kreuzgratgewölbe. Im nördlichen Chorwinkel steht der ungegliederte Kirchturm mit einem Satteldach. Im Obergeschoss sind schlichte gekoppelte Klangarkaden eingebaut.

## Innenausstattung

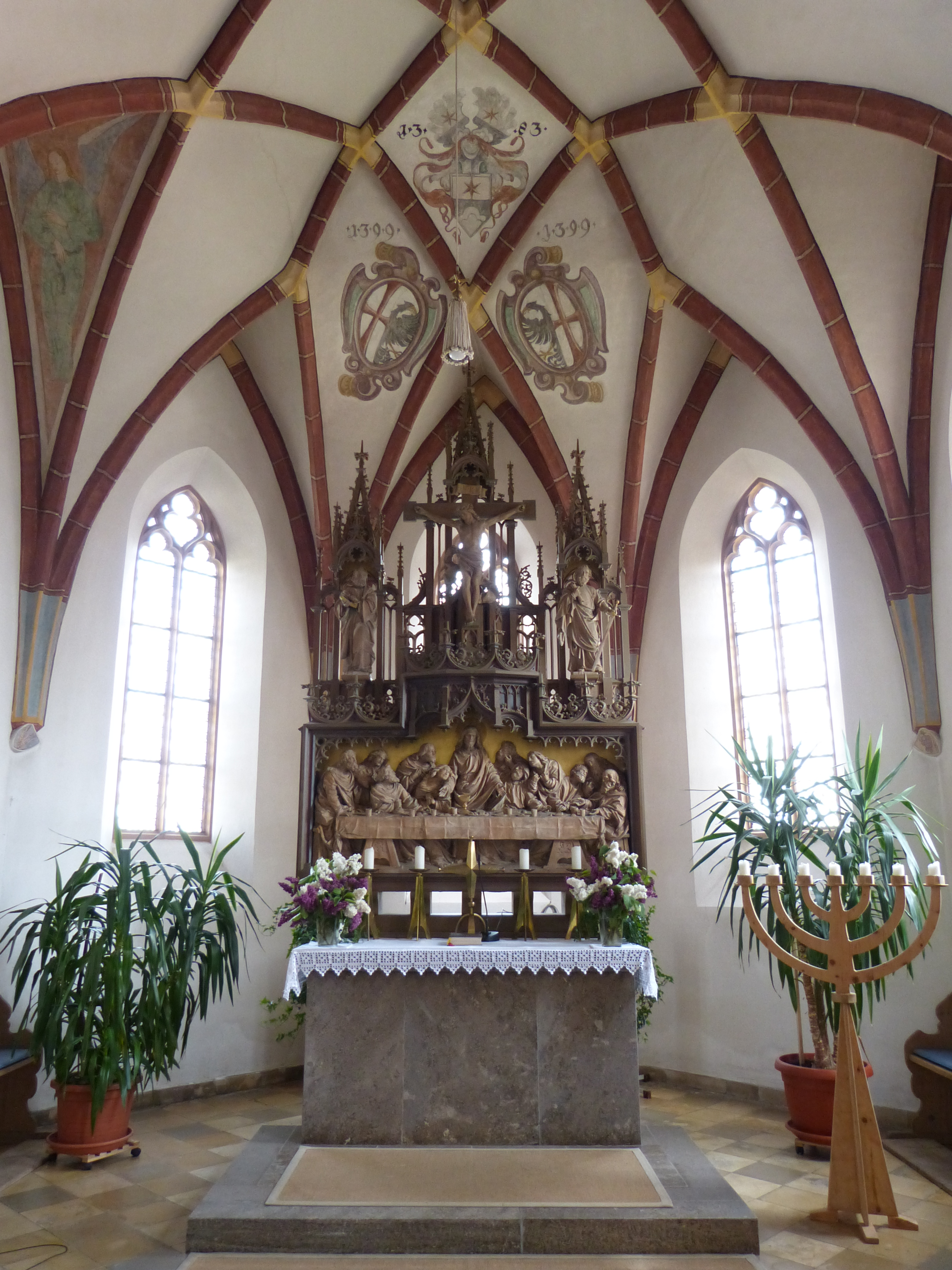
Chor mit Netzrippengewölbe und Altar

Der neugotische Altar im Chorraum wurde 1886 von Hans Vordermayer geschaffen. Die Kanzel wurde laut einer Inschrift im Jahr 1708 von Christoph Heinrich Dittmar gestiftet. Sie besteht aus einem farbig gefassten Holzaufbau mit teils vergoldetem Dekor. Der polygonale Korb der Kanzel ist in Felder mit Bildern von Jesus Christus und den vier Evangelisten aufgeteilt. Die Zwischenbereiche der Bilder füllen Engelsköpfe mit Fruchtgehängen aus. Den Schalldeckel krönt ein Engel mit Palmzweig.
Emanuel Jakob Schwarz stiftete 1772 den Taufstein aus Rotmarmor. Er besteht aus einem vierpassförmigen Becken und ist mit Muschelwerkdekor verziert. Der Deckel aus Metall trägt eine Taube.
Das Chorgestühl aus Nadelholz stammt aus dem Jahr 1700. Das Stallengestühl an der Rückwand des Langhauses aus der gleichen Zeit hat zum Teil geschwungene Wangen. Die beiden einsitzigen Chorstühle mit ihren geschwungenen Wangen sind aus Nadelholz gefertigt und stammen aus dem späten 17. Jahrhundert. Ohrmuschelornamente in Laubsägearbeit befinden sich an den Dorsalfeldern.
Die fünf großen gerahmten Gemälde der Kirche wurden von Christian Mayer geschaffen. Sie stellen Verkündigung des Herrn (bezeichnet mit „1749“), die Anbetung der Hirten („1765“), die Kreuzigung („1749“), die Auferstehung („1755“) und die Himmelfahrt Christi („1759“) dar. Auch die Gemälde an der Emporenbrüstung mit der Darstellung der zwölf Apostel und Jesus stammen von ihm.
Im Chor sind an den nördlichen Gewölbekappen zwei gemalte Engel von 1460/1470 zu sehen. Oberhalb des Altars, zwischen den Rippen des Gewölbes ist das gemalte Doppelwappen der Stadt Memmingen und der Familie Tagbrecht angebracht. Beide Wappen wurden erst 1617 geschaffen, sind jedoch mit „1399“ (Wappen der Stadt Memmingen) bzw. mit „1383“ bezeichnet. Die Südwand des Langhauses trägt eine gemalte Sonnenuhr.
Für die Gefallenen und Vermissten der Jahre 1805/1815 und des Deutsch-Französischen Krieges von 1870/1871 wurden Gedenktafeln aus Solnhofener Plattenkalk an der nördlichen Innenwand des Langhauses angebracht.

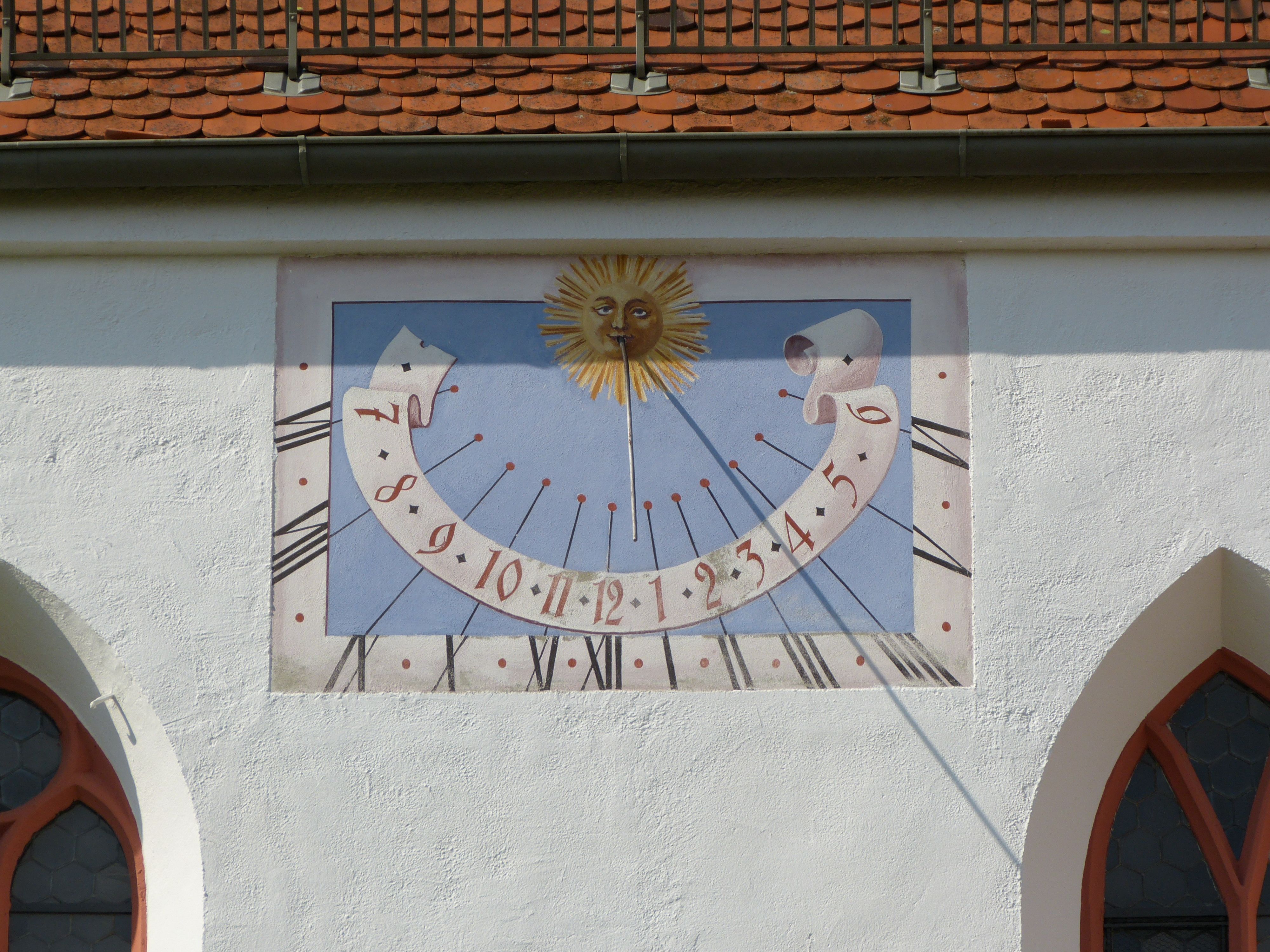
Sonnenuhr an der Südfassade des Langhauses
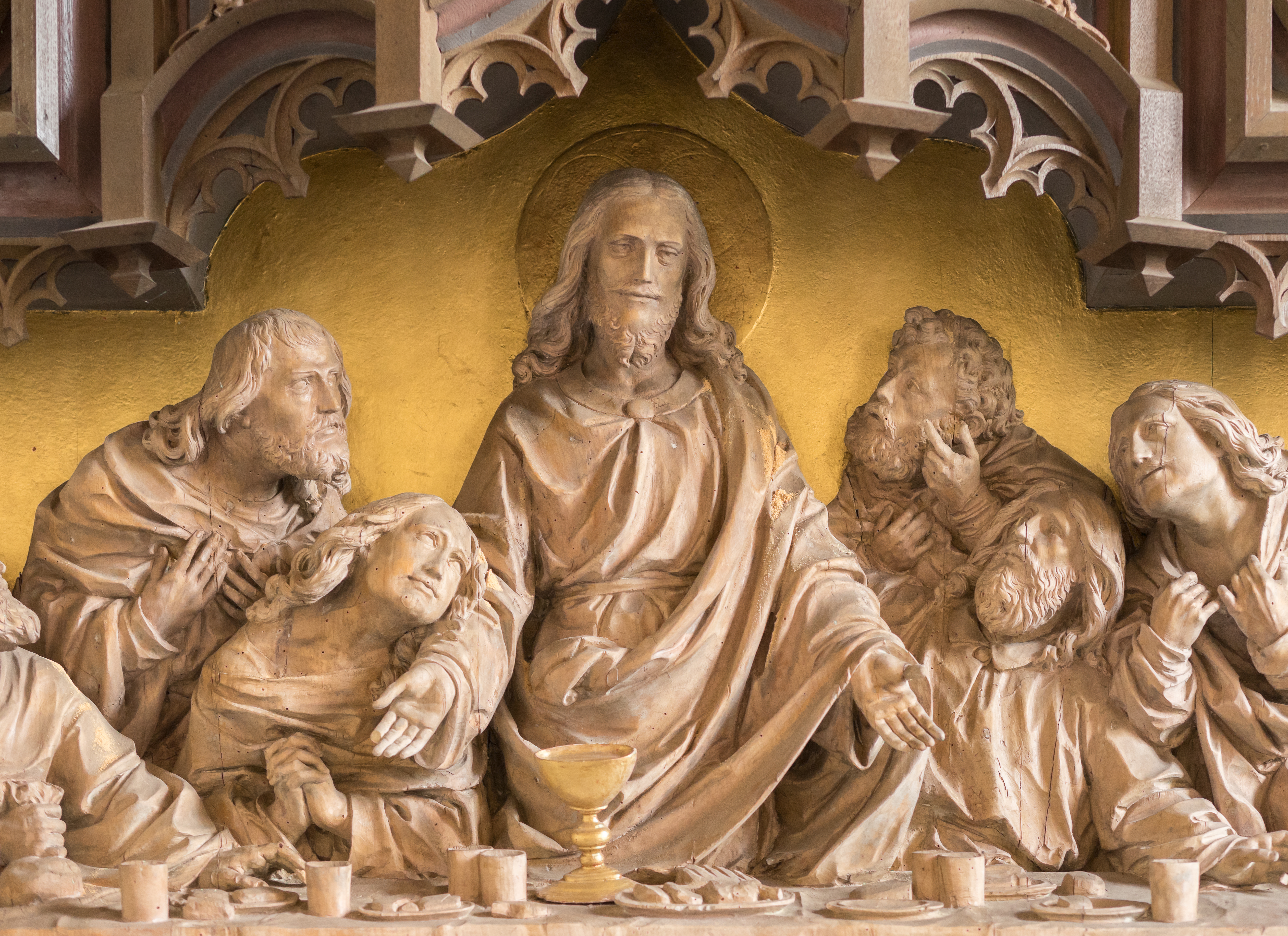
Detail des Hochaltares
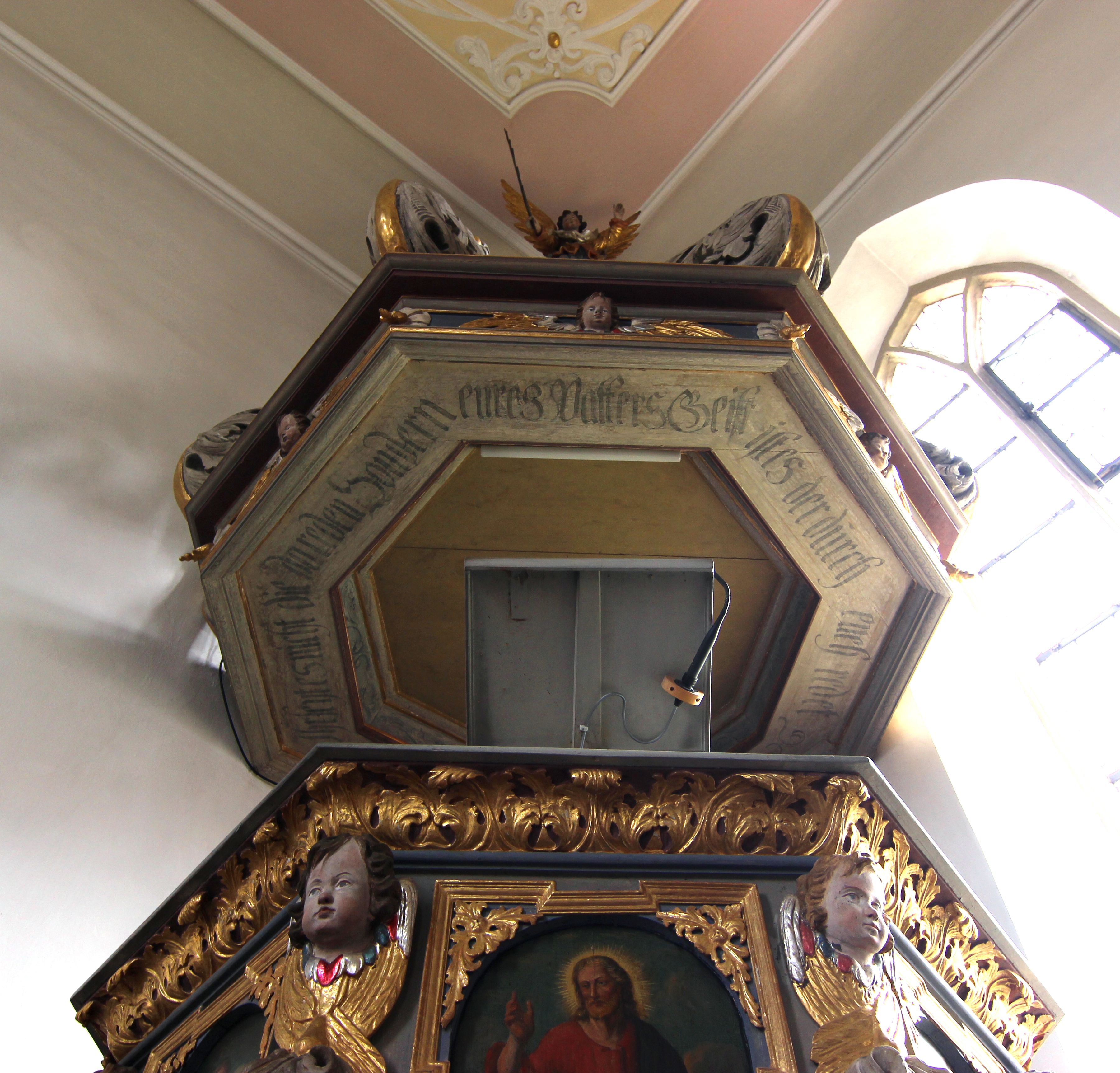
Decke des Kanzelschalldeckels
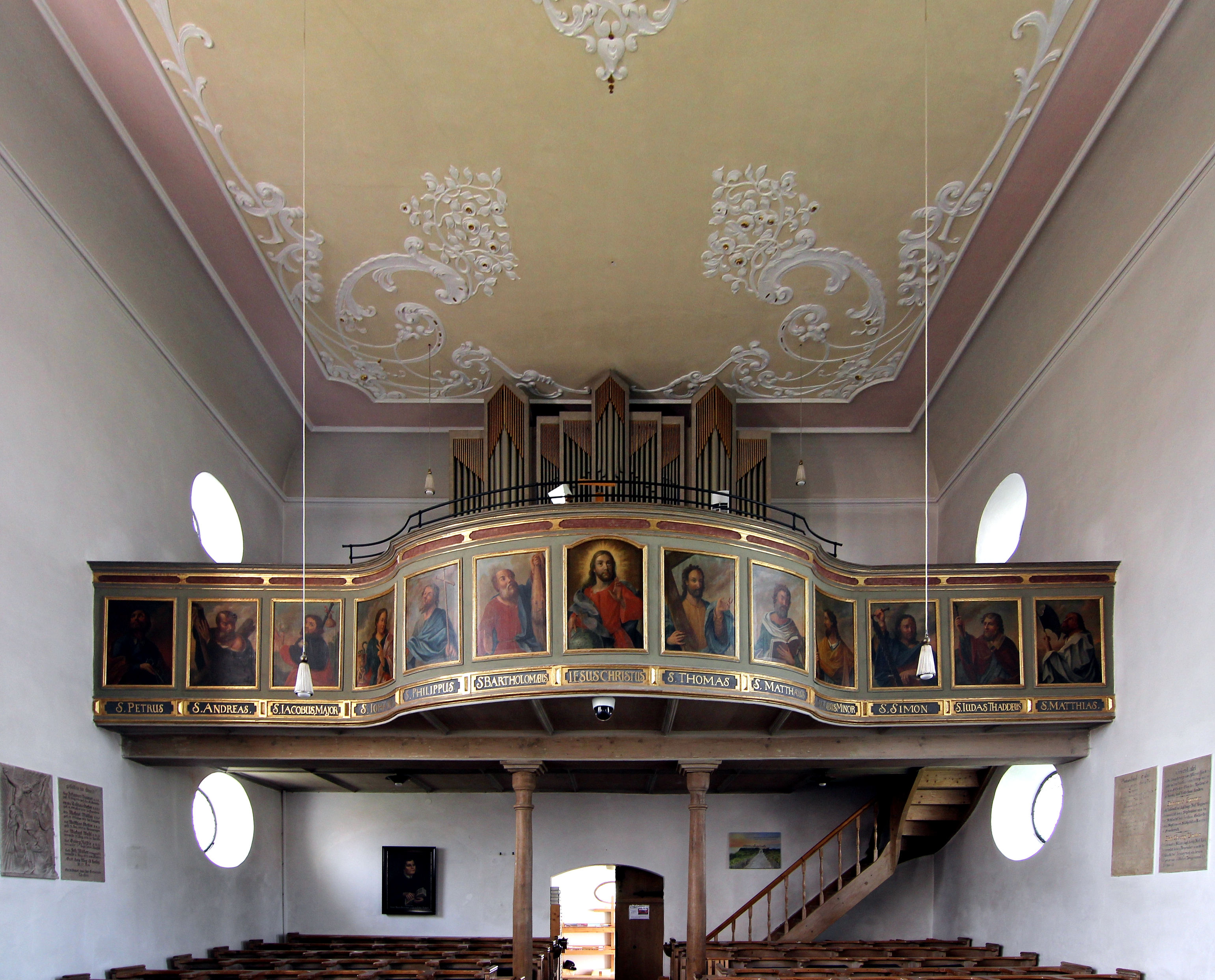
Empore
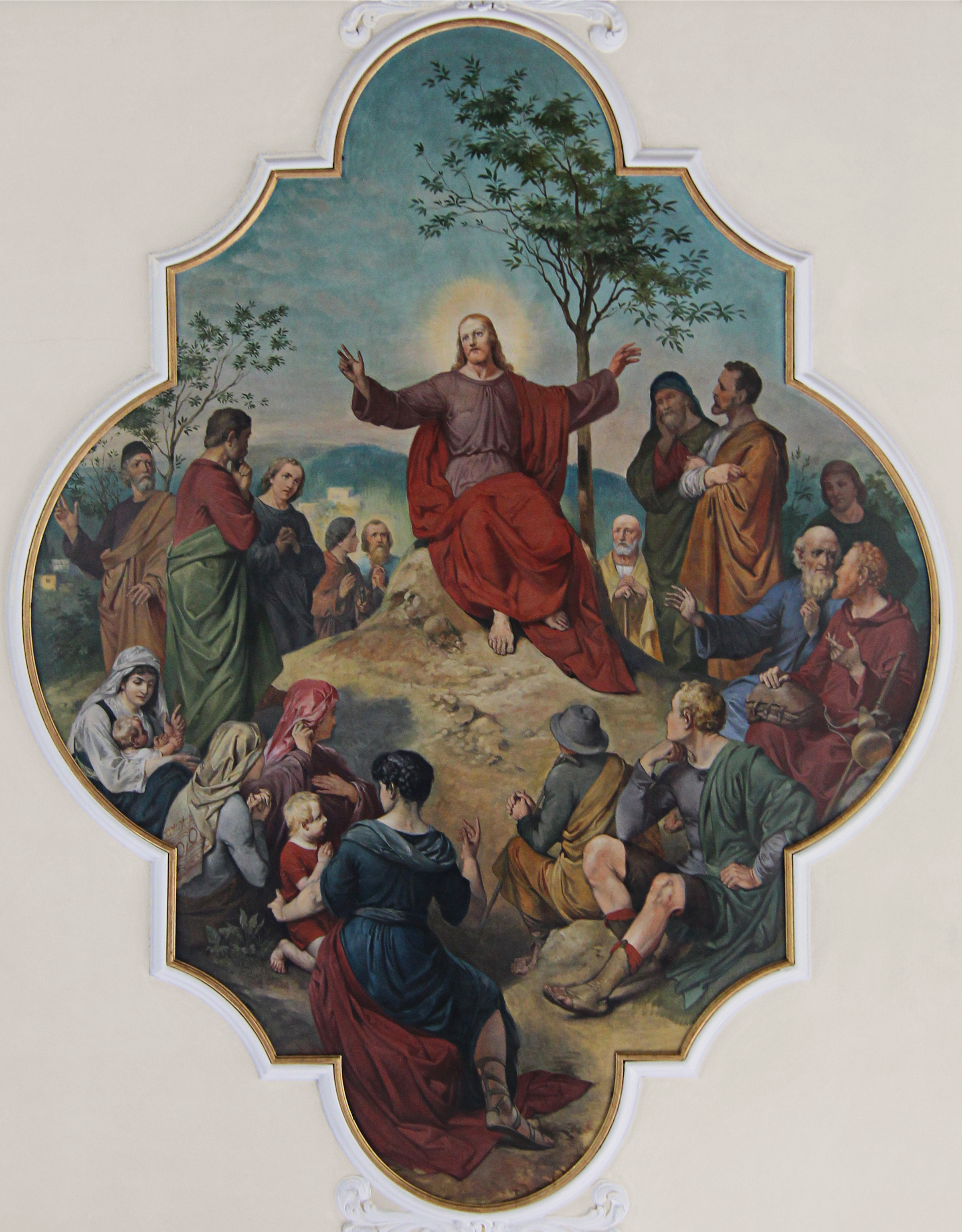
Deckenfresko

## Orgel

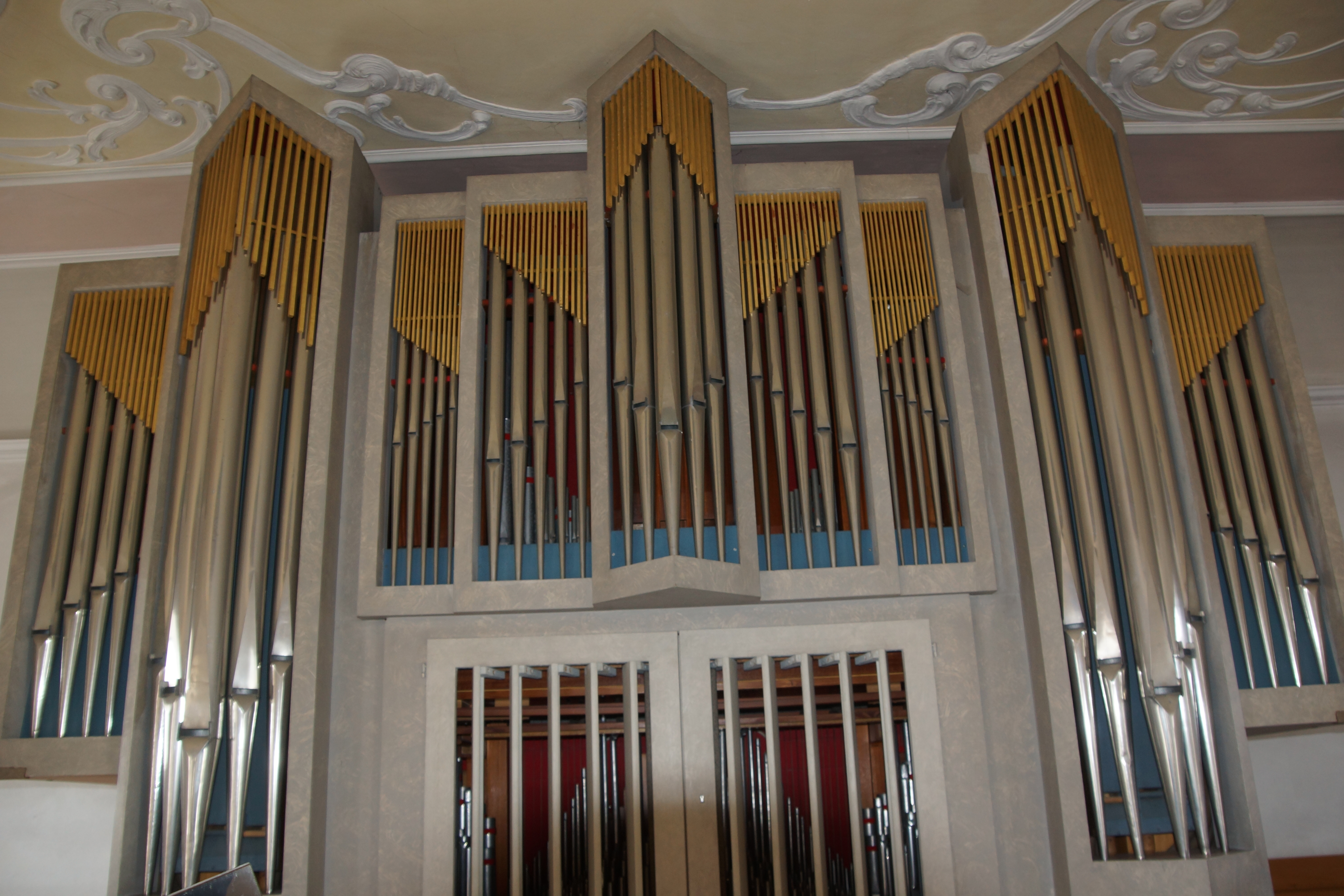
Orgel

Die rein mechanische Schleifladen-Orgel mit 22 Registern auf zwei Manualen und Pedal wurde 1969 von Orgelbau Schmid gebaut. Die Disposition lautet:
| I Hauptwerk C–g3 |       |
| Gedacktpommer    | 16′   |
| Principal        | 08′   |
| Spitzflöte       | 08′   |
| Octav            | 04′   |
| Waldflöte        | 02′   |
| Mixtur VI        | 1 ⁄3′ |

| II Schwellwerk C–g3 |        |
| Holzgedackt         | 8′     |
| Spitzgamba          | 8′     |
| Rohrflöte           | 4′     |
| Nasat               | 2 ⁄3′  |
| Principal           | 2′     |
| Terz                | 1 3⁄5′ |
| Septime             | 8⁄7′   |
| Sifflöte            | 1′     |
| Cymbel III          | 1⁄2′   |
| Tremulant           |        |

| Pedal C–f1   |          |
| Subbaß       | 16′      |
| Octavbaß     | 08′      |
| Gedacktbaß   | 08′      |
| Großquinte   | 5 1⁄3′   |
| Choralbaß    | 04′ + 1′ |
| Kleinpommer  | 02′      |
| Rauschbaß IV |          |

- Koppeln: II/I, I/P, II/P